# Courtauld Institute of Art
El Courtauld Institute of Art (Institut Courtauld d'Art en català) és un col·legi autònom (college) de la Universitat de Londres que s'especialitza en l'estudi de la història de l'art. El Courtauld és un dels principals centres d'ensenyament d'història de l'art al món; va ser l'únic departament d'Història de l'Art del Regne Unit en obtenir l'avaluació 5* pel Research Assessment Exercise, el 2001, i va ocupar el segon lloc nacional en Història de l'Art a l'Avaluació de 2008 i classificat en primer lloc nacional en història i història de l'art segons la guia universitària de 2011 de The Guardian.

## Història
Fundat el 1932 amb l'aportació filantròpica de l'industrial i col·leccionista d'art Samuel Courtauld, el diplomàtic i col·leccionista Arthur Lee, i l'historiador d'art sir Robert Witt. Originalment l'Institut Courtauld va estar a la Casa Home, un edifici dissenyat per Robert Adam, de Portman Square, Londres. Des de 1989 està a Somerset House. El Courtauld va celebrar el seu 75è aniversari durant l'any acadèmic 2007-2008.

## Instal·lacions

### La Galeria del Courtauld

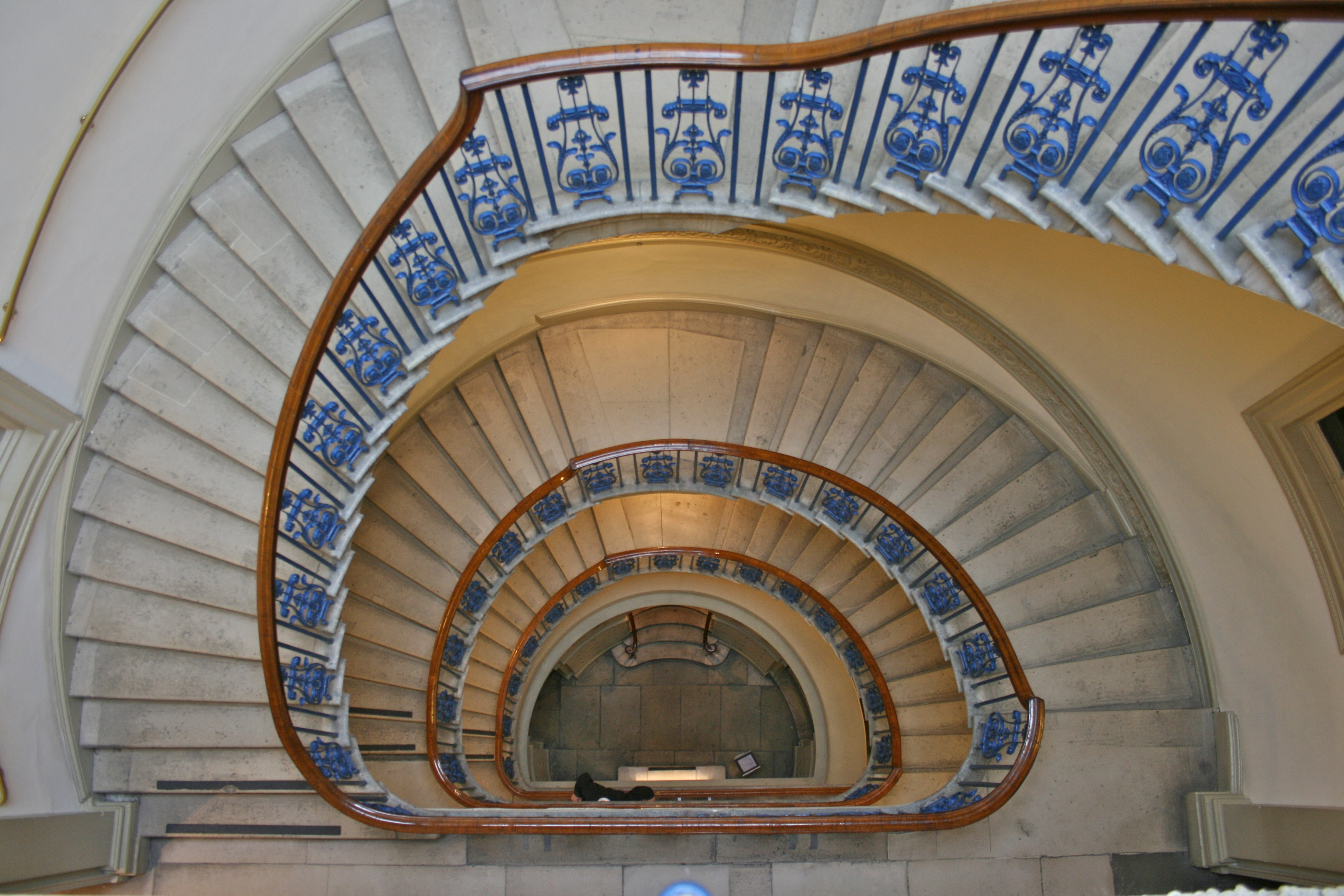
Escala de la Galeria del Courtland

La col·lecció d'art de l'Institut va ser començada pel seu fundador, Samuel Courtauld, qui va presentar el 1932 una col·lecció extensa de pintures Impressionisme i Postimpressionisme franceses principalment, ampliat per altres regals als anys 1930 i un llegat el 1948., La seva col·lecció incloïa obres mestres com El bar del Folies Bergère i una versió del seu El dinar campestre de Manet, La Llotja de Renoir, paisatges de Claude Monet i Camille Pissarro, una escena de ballet d'Edgar Degas, al costat d'Edgar Degas i un grup de vuit treballs essencials per Cézanne. Altres pintures inclouen Vincent van Gogh Autoretrat amb l'orella embenada i Préssec florit al Crau, Mai Més i Te Rerioa de Gauguin, així com treballs importants de Seurat, Toulouse-Lautrec, Henri Rousseau i Modigliani. En total, la Galeria conté unes 530 pintures i més de 26.000 dibuixos i gravats.
Després de la mort de l'eminent crític d'art Roger Fry el 1934, l'Institut va rebre la seva col·lecció d'art del Segle XX. Els altres llegats es varen afegir després de la Segona Guerra Mundial, la més notable va ser la col·lecció de pintures adquirides per Lord Lee. Inclou el Cranach d'Adam i Eve i un esbós a l'oli de Peter Paul Rubens de la que havia de ser la seva obra mestra, el Davallament, un retaule de la catedral d'Anvers. Sir Robert Witt va ser també un benefactor excepcional al Courtauld i va llegar la seva important col·lecció d'obres i dibuixos britànics el 1952. El 1966 Mark Gambier-Parry va llegar la diversa col·lecció d'art formada pel seu avi, Thomas Gambier Parry, que s'estenia des de la primera pintura italiana del renaixement al Majòlica, a l'esmalt medieval i les talles de vori i a unes altres formes d'art inusuals. Després de 1967, el llegat del Dr. William Wycliffe Spooner (1882-1967) i la seva muller Mercie, es varen afegir la gran col·lecció de la Galeria amb aquarel·les angleses col·laborant amb treballs de J.R. Cozens i Francis Towne.
El 1974 un grup de tretze aquarel·les per Turner es varen presentar en memòria de sir Stephen Courtauld, famós per la restauració del Palau Eltham, i germà de Samuel Courtauld, un dels fundadors de l'Institut. El 1978 el Courtauld rebia la Princes Gate Collection de pintures i dibuixos de grans mestres formada pel compte Antoine Seilern. Inclou pintures de Brueghel, Quentin Matsys, Van Dyck i Tiepolo i iguala en esplendor la col·lecció Samuel Courtauld, amb força més treballs de Rubens. El llegat també inclou un grup de segle xix i treballs del XX de Pissarro, Edgar Degas, Renoir i Oskar Kokoschka. Més recentment les col·leccions de Lilian Browse i Alastair Hunter han estat donades al Courtauld amb pintures, dibuixos i escultures de finals del XIX i començaments del segle xx.

#### Pintures destacables
Escola Holandesa
- Gogh, Vincent van - 2 pintures;

Escola Anglesa
- Beechey, William - 2 pintures;

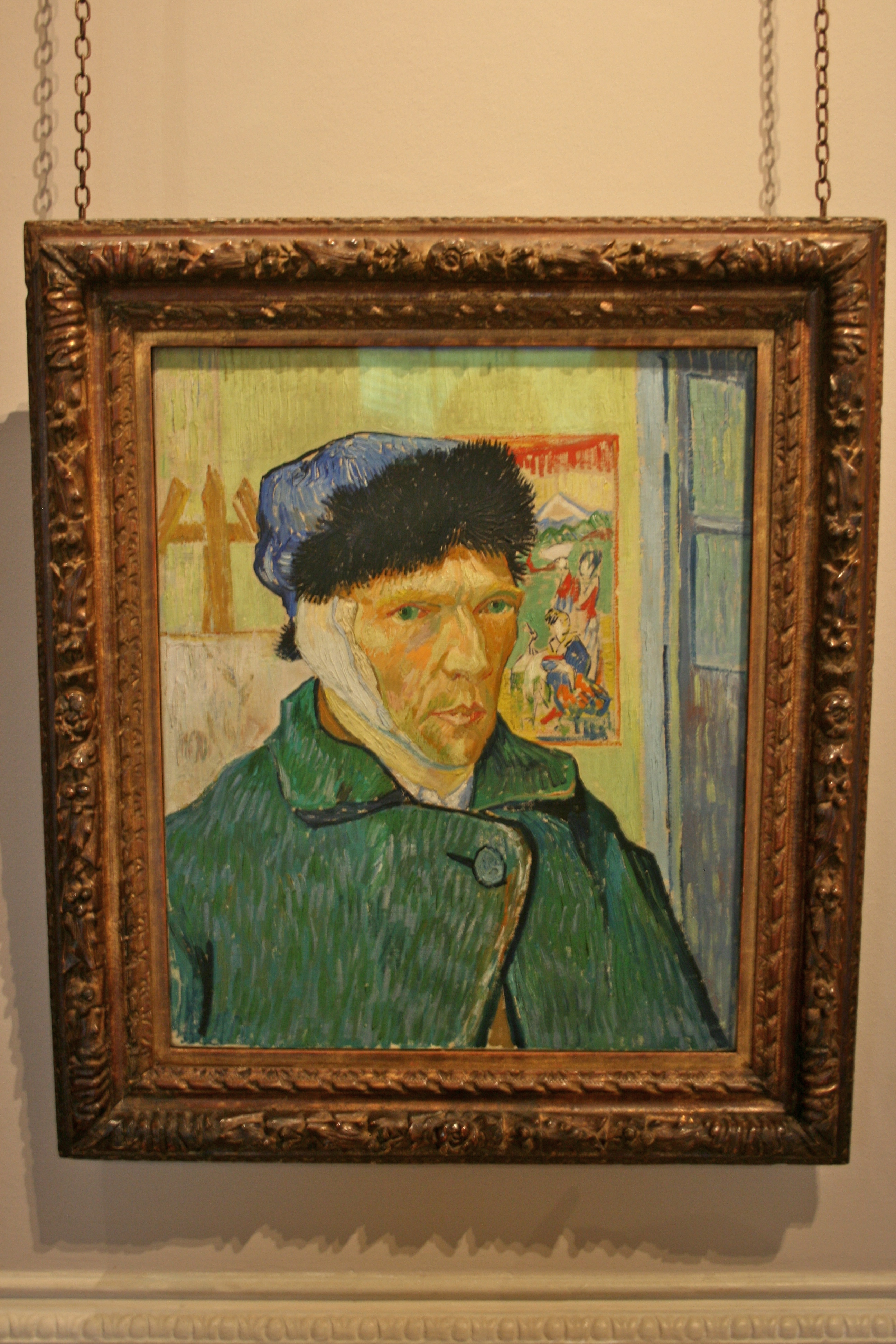
Un autoretrat de Van Gogh exposat a la galeria

- Gainsborough, Thomas - 2 pintures;
- Lely, Peter - 3 pintures;

Escola Flamenca
- Dyck, Anton van - 5 pintures;
- Bruegel, 3 pintures;
- Massys, 2 pintures;
- Rubens, Peter Paul - 29 pintures;
- Teniers, David - 10 pintures;

Escola francesa
- Cézanne - 12 pintures
- Degas - 6 pintures
- Gauguin - 3 pintures
- Lorraine - 1 pintura
- Manet - 4 pintures
- Monet - 3 pintures
- Pissarro - 4 pintures
- Seurat, Georges- 9 pintures

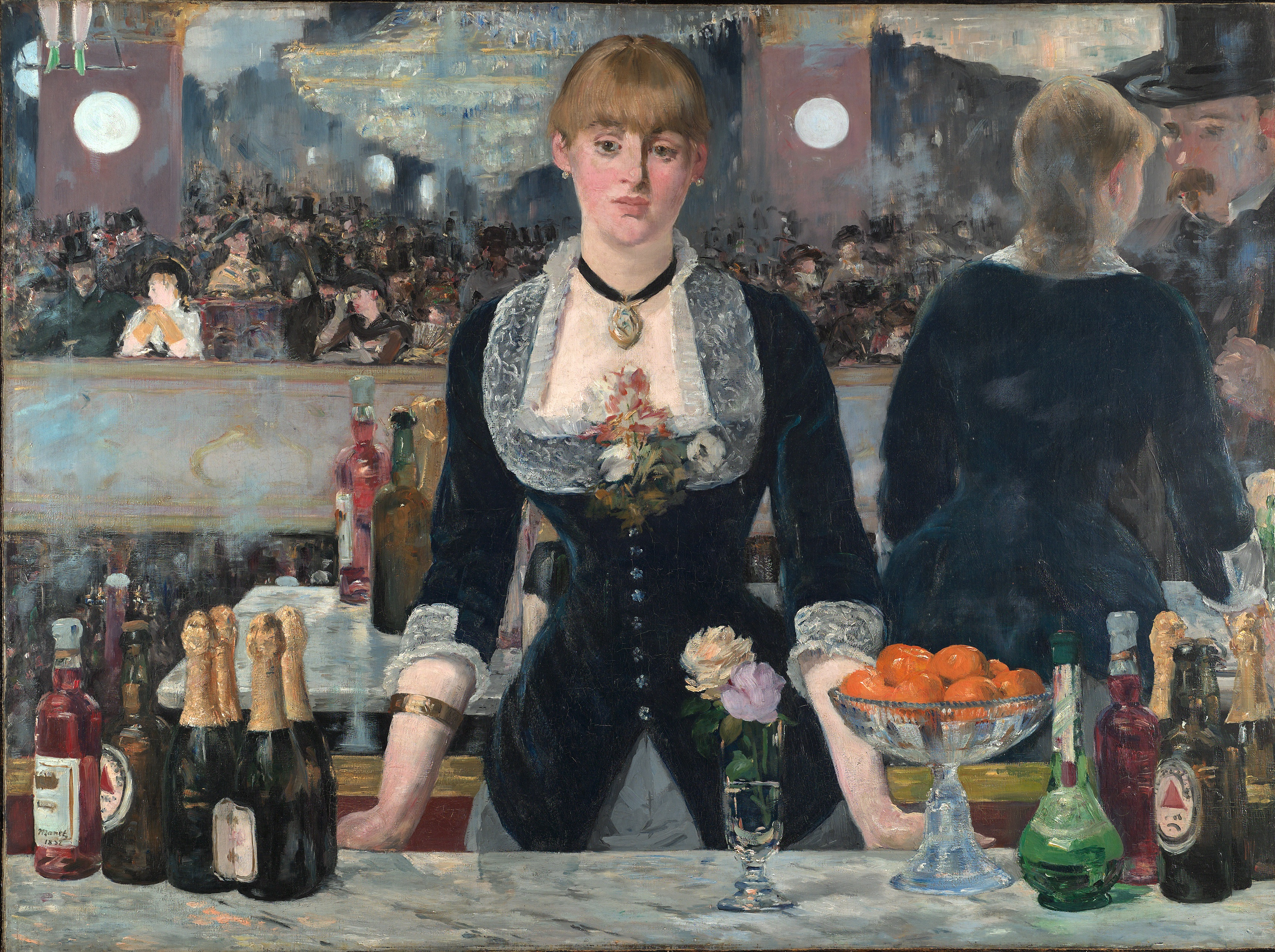
El bar del Folies Bergère (1882) d'Édouard Manet

- Renoir, Pierre Auguste - 4 pintures

Escola Alemanya
- Lucas Cranach 1 pintura

Escola Italiana
- Angelico, 4 pintures
- Bellini, 1 pintura
- Botticelli, 1 pintura
- Bernardo Daddi, 2 pintures
- Lorenzo Lotto, 2 pintures
- Perugino, Pietro, 1 pintura
- Tiepolo, 12 pintures
- Tintoretto, 2 pintures

Escola Espanyola
- Goya, 1 pintura

### Altres recursos d'estudi
El Courtauld té dues biblioteques fotogràfiques començades com a col·leccions privades de dos nobles benefactors: la biblioteca Conway, cobreix les temàtiques d'arquitectura, dibuixos arquitectònics, escultura i manuscrits il·luminats, provinents de Sir Martin Conway i la biblioteca Witt, de Sir Robert Witt, cobreix les àrees de pintures, dibuixos i gravats i que té uns 2.000.000 de reproduccions de treballs d'uns 70.000 artistes. La biblioteca és un dels arxius més grans de llibres d'història d'art, periòdics i catàlegs d'exposicions del Regne Unit.
La col·lecció d'imatges en línia www.artandarchitecture.org.uk proporciona accés a més de 40.000 imatges, incloent-hi pintures i dibuixos de la galeria Courtauld, i unes 35.000 fotografies d'arquitectura i escultura de la Biblioteca Conway.
El Courtauld fa servir un entorn de formació virtual per aportar material docent als seus estudiants actuals.